# Монохромное изображение
Монохромное изображение (др.-греч. μόνος — «один», χρῶμα — «цвет») — изображение, содержащее лишь один цвет (который, однако, может быть разной яркости). В противоположность монохромному, цветное изображение содержит различные цвета.
Монохромными изображениями, например, являются рисунки тушью, карандашом или углем, чёрно-белые фотоснимки, изображения на экране чёрно-белых телевизоров или компьютерных мониторов (независимо от истинного цвета их свечения).

## Врастровой графике
Существует два типа растровых изображений, которые можно относить к монохромным:

### Бинарное изображение
Бинарное (двоичное) изображение иногда могут называть «монохромным» и «чёрно-белым», что в общем случае неверно и ведёт иногда к путанице.
Бинарное растровое изображение может являться монохромным в следующих случаях:
- один вид пикселов (не важно «0» или «1») отображается абсолютно чёрным цветом, а другой любым произвольным (например, «чёрно-белый» растр, «чёрно-зелёный» и т. д.);
- оба вида (и «0», и «1») отображаются одним оттенком, но с разной яркостью (например, «тёмно- и светло- серый», «ярко-зелёный и тёмно-зелёный», «синий и серый» и т. д.).

Бинарное изображение не будет являться монохромным, если разные виды пикселов отображаются разными оттенками цвета (например, «жёлто-зелёное», «красно-синее» растровое изображение и пр.).

### Полутоновое изображение
Полутоновое растровое изображение всегда является монохромным по определению, независимо от того, полутона (яркости) какого оттенка цвета оно содержит.

### Неоднозначности терминологии
Данный термин весьма неоднозначен, так как в различных областях человеческой деятельности понимается по-разному, например, в науке, в обработке космических снимков, в программной индустрии.
В некоторых программных продуктах этим термином называют бинарные изображения, состоящие из белых и чёрных пикселов. Однако то же изображение, визуализированное другим или тем же программным продуктом при др. настройках, может выглядеть, например, как красно-синее, так как бинарное изображение есть крайний вырожденный случай цветного индексированного изображения. При этом полутоновое изображение, являющееся строго монохромным, так называют значительно реже.
В связи с этим рекомендуется воздержаться от термина «монохромное изображение» при первом использовании в тексте или речи, когда его значение не вполне ясно из контекста, в пользу более однозначных: бинарное изображение и полутоновое изображение.